# Taylor (Arizona)
Pour les articles homonymes, voir Taylor.
Taylor est une ville américaine située dans le comté de Navajo en Arizona.

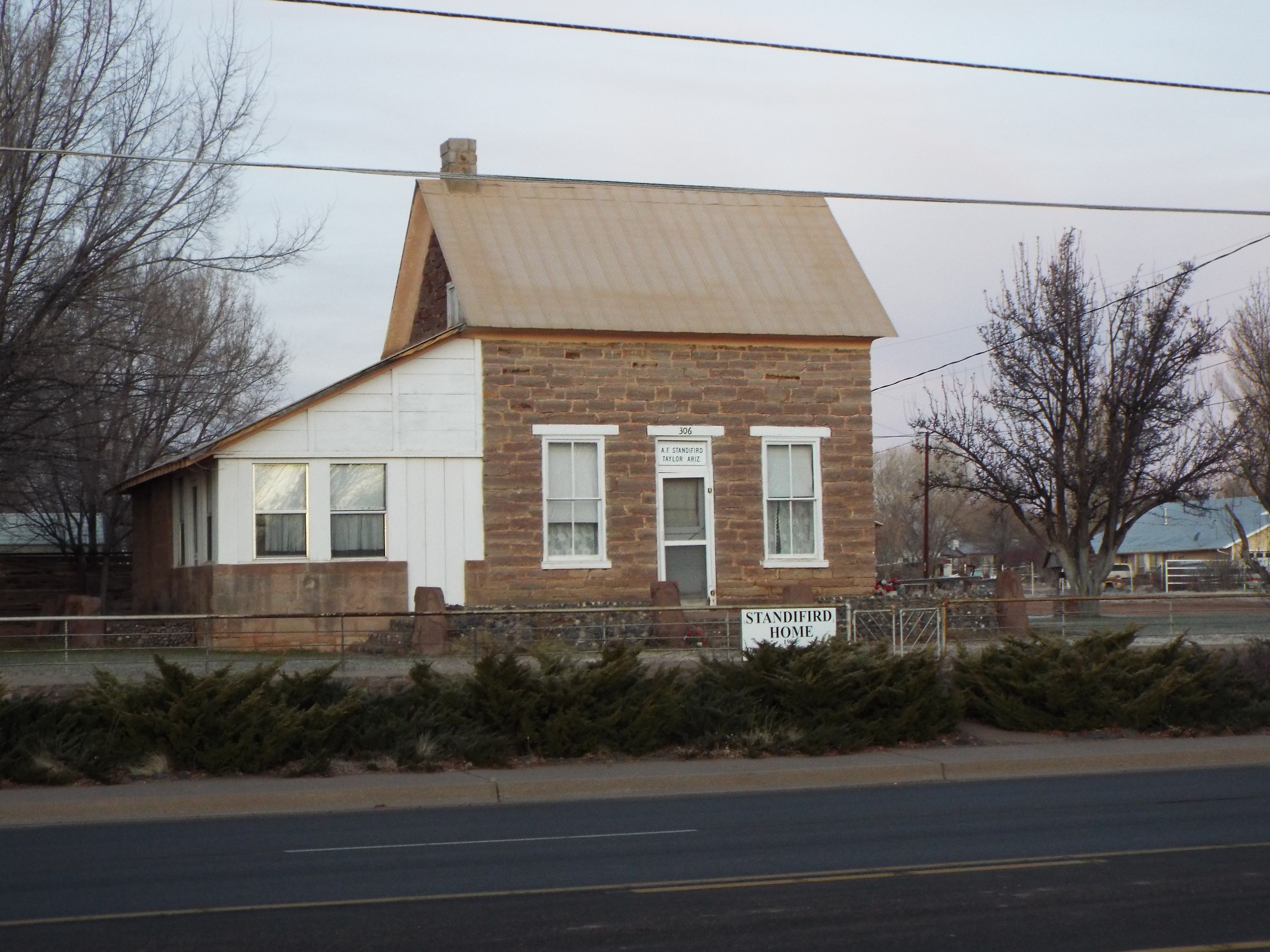
Maison Aguila Standifird-1890

Selon le recensement de 2010, Taylor compte 4 112 habitants. La municipalité s'étend sur 32,67 milles carrés (84,61 km2), dont 32,65 milles carrés (84,56 km2) de terres.

## Démographie
| 1970 | 1980  | 1990  | 2000  | 2010  | - |
| ---- | ----- | ----- | ----- | ----- | - |
| 888  | 1 915 | 2 418 | 3 176 | 4 112 | - |